# Hubertusapotheke

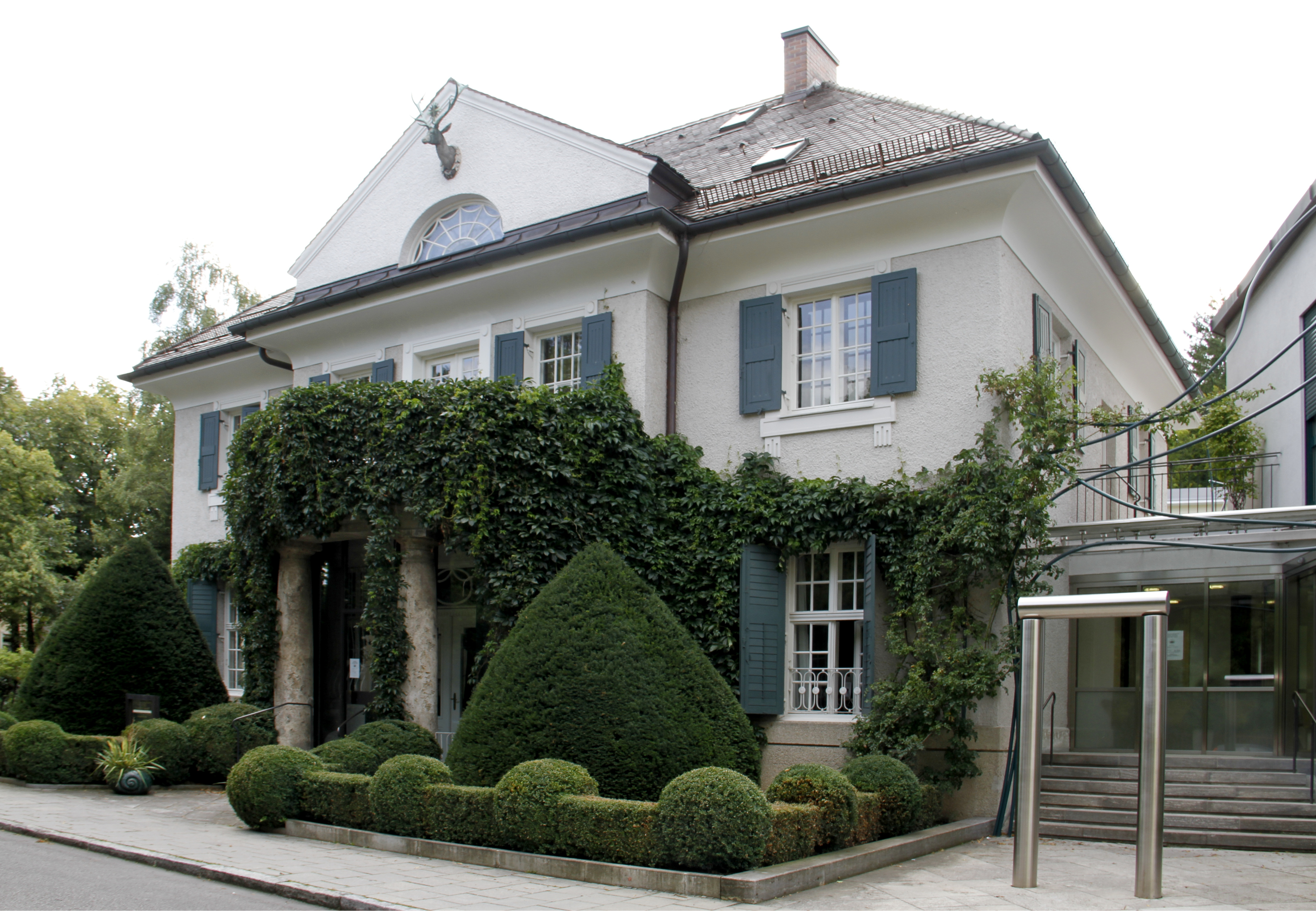
Hubertusapotheke, 2012

Die ehemalige Hubertusapotheke ist ein denkmalgeschütztes Bauwerk im Münchner Stadtteil Solln. Das Gebäude befindet sich in der Villenkolonie Solln an der Diefenbachstraße 2, wo sich diese mit der Sollner Straße kreuzt, nahe dem S-Bahnhof Solln. In unmittelbarer Nähe befinden sich das Gasthaus zum Hirschen, eine Villa mit Ladenpavillon und die ehemalige Post. Zusammen bildeten sie das Geschäftszentrum aus der Anfangszeit der Villenkolonie.

## Geschichte

Hubertusapotheke zur Bauzeit um 1907

Das Gebäude gehört zu den frühen Bauten der Villenkolonie. Es wurde 1906–1907 von Emanuel von Seidl erbaut und beherbergte lange Zeit eine Apotheke. Heute befindet sich darin eine Kunstgalerie und in einem modernen Anbau eine Augenarztpraxis.

## Bauwerk
Das Gebäude stellt sich im Stil einer neoklassizistischen Villa mit klaren Formen dar. Es besitzt ein Walmdach und einen der Straße zugewandten Mittelrisalit mit Giebel, an dem sich ein steinerner Hirschkopf mit Kreuz befindet. Der Hirschkopf steht für die Hubertuslegende, die der Apotheke den Namen gab. Dem Risalit ist ein halbrunder Balkon vorgelagert, der von Kolonnaden getragen wird. Das Gebäude besitzt zwei Stockwerke. Im Erdgeschoss befanden sich die Apothekenräume und ein kleines Schlafzimmer, im oberen Stockwerk vier Wohnräume und eine Küche. 
Im Erdgeschoss ist noch die originale Apothekeneinrichtung aus dem Anfang des 20. Jahrhunderts erhalten, die 1993/94 restauriert wurde.